# Александра Перовић
Александра Перовић (Београд, 1979) је српска поп певачица која се прославила у бенду Моби Дик, у који је дошла 1998. након што је  Ана Станић напустила музичку групу. Снимила је један соло албум и 2010. године учествовала у ријалити програму Сурвајвор након чега се повукла из јавног живота. Бавила се ритмичком гимнастиком, тенисом, уметничким клизањем и балетом. Највећи хит јој је песма Опијум. Била је у вези са фронтменом групе Моби Дик Срђаном Чолићем. Са дугогодишњим партнером Бобаном Јабланом има сина Павла.

## Дискографија

### Албуми
Са групом Моби Дик
- 4 (1998, Сити Рекордс)
- Хотелска соба (2001, БК Саунд)

Соло
- Похвали ме (2007, Сити Рекордс)[5]

### Синглови
- Недеља (2003) Сунчане скале
- Зима ми је (2004) Радијски фестивал
- Могу сама (2005) Радијски фестивал
- Љубавна песма (2005) Фестивал Будва
- Ноћас буди мој (2007) Беовизија 2007.
- Похвали ме (2007)
- Подстанар (2009)
- Гледај ме (2011)